# Trachyschistis
Trachyschistis là một chi bướm đêm thuộc phân họ Olethreutinae, họ Tortricidae Tortricidae.

## Các loài
- Trachyschistis hians Meyrick, 1921